# Stazione di Redipuglia
La stazione di Redipuglia, sita nel comune di Fogliano Redipuglia in provincia di Gorizia, è uno scalo ferroviario situato sulla tratta ferroviaria Udine-Trieste.

## Storia
Si tratta di un edificio razionalista distante poche decine di metri dall'altrettanto monumentale sacrario militare di Redipuglia. È un'opera realizzata dall'ingegner architetto Roberto Narducci (Roma 1887-1979) per il Ministero delle Comunicazioni nell'allora comune di Fogliano di Monfalcone (GO), inaugurata il 4 novembre 1936 alla presenza di Mario Jannelli.

## Strutture e impianti
La gestione degli impianti è affidata a Rete Ferroviaria Italiana. La stazione dispone di tre binari utilizzabili per il servizio viaggiatori e un quarto elettrificato, oltre a vari binari di scalo, utilizzati per le esigenze dei lavori di manutenzione alla linea ferroviaria. Appena oltre la stazione, in direzione Gorizia, è inoltre presente una sottostazione elettrica, collegata ai binari provenienti dallo scalo.

La stazione nel 1936, anno dell'inaugurazione

La monumentalità del fabbricato viaggiatori è legata ai luoghi della Grande Guerra, qual è la zona sacra di Redipuglia.
All'interno é allestito il Museo multimediale della Grande Guerra, che è un'esposizione unica nel suo genere legata alle vicende del conflitto cruento di inizio '900.
I materiali utilizzati sono: la pietra di Aurisina dalla vicina Trieste per il portale e la torre dell'orologio, l'intonaco Duralbo ed il Cotto Nuovo per gli esterni, Nero Nube, Nembro rosato per gli interni pubblici) e linoleum per quelli di servizio o privati.

## Movimento
Dal 15 dicembre 2013 nessun treno viaggiatori effettua fermate (salvo in casi eccezionali in relazione al sacrario militare), tuttavia l'impianto è mantenuto in funzione per esigenze di servizio.